# 161-й центр підготовки спеціалістів ГРУ (РФ)
161-й центр підготовки спеціалістів (в/ч 29155) — військова частина, що належить Міністерству оборони РФ. Одна з елітних та засекречених частин ГРУ. Центр дислокується у місті Москва.
За даними західних спецслужб, призначенням центру є дестабілізація ситуації в Європі. Його військовослужбовці спеціалізуються на підривній діяльності, саботажі та організації убивств.

## Історія
За даними статті Радіо Свобода 2018 року, назва військової частини 29155 — 161-й центр підготовки спеціалістів ГРУ (Головне управління Генерального штабу ЗС РФ). За даними російського видання «Знак», частина дислокована у Москві, район Північне Ізмайлово, вулиця 11-а Паркова, будинок 38а.
У 2019 році The New York Times, з посиланням на західні спецслужби, опублікувало статтю, де вказали, що військова частина 29155 стоїть за спробою отруєння колишнього російського шпигуна Сергія Скрипаля, кампанією з дестабілізації ситуації в Молдові, отруєнням торговця зброєю в Болгарії та спробою державного перевороту в Чорногорії.
За даними The New York Times 2021 року, спецпризначенці цієї частини були відповідальні за підрив складів боєприпасів у Чехії 2014 року.
21 жовтня 2022 року спецслужби Франції заблокували спробу РФ прислати співробітницю Головного управління Генерального штабу ВС РФ, що проходить службу у в/ч 29155, як зазначила Le Monde. Окрім того, видання знайшла данні ще двух службовців зазначеної військової частини.
Загалом діяльність підрозділу була охарактеризована співробітниками служб безпеки як недбала, оскільки жодна з операцій, до яких він був залучений, не була успішною. Кілька операцій довелося припинити безрезультатно, як-от спробу державного перевороту в Чорногорії в 2016 році, яка була організована напередодні вступу цієї країни до НАТО. У кількох випадках було залишено достатньо доказів, які дозволили ідентифікувати злочинців. Експерти з питань безпеки припускають, що цей метод міг бути обраний навмисно, щоб дати сигнал усім опонентам російського режиму, що вони ніде не можуть бути в безпеці. Еерік-Нійлес Крос, колишній керівник розвідки Естонії, каже, що цей тип розвідувальних операцій став частиною психологічної війни.

## Операції, приписувані центру
- Підрив військового складу в болгарському селі Ловнидол 12 листопада 2011 року. Метою було не допустити постачання зброї Грузії. Болгарська компанія EMCO купила кілька тисяч артилерійських снарядів радянського зразка, які Словаччина списала у 2009 році через перехід на стандарти НАТО. У ГРУ були впевнені, що EMCO продасть ці снаряди в Грузію і побоювалися, що після того, як Росія 2008 року де-факто анексувала Абхазію і Південну Осетію, Грузія могла спробувати ці регіони повернути[7][8].
- Підрив військового складу недалеко від міста Стралжа, на головній трасі між Софією і портом у Бургасі в Болгарії 5 червня 2012 року. Було підірвано боєприпаси, призначені для експорту в Грузію. Загинуло 3 людини, 18 отримали поранення, більше 150 людей було евакуйовано з найближчих сел[7].
- Вибухи складів боєприпасів у чеському селі Врбетиці 16 жовтня і 3 грудня 2014 року. Внаслідок першого вибуху загинули дві людини. Найімовірніше, вибухи здійснили для зриву постачання зброї, у тому числі в Україну. Ліквідація наслідків вибухів завершилася 13 жовтня 2020 року[9].
- Підрив військового складу в селі Іганово в Болгарії 21 березня 2015 року. Понад 2 тисячі ракет і протитанкових гранат, призначених для експорту в Україну, вибухнули на складі в селі недалеко від Сопота, де розташований найбільший у країні виробник озброєнь. Усі докази, що залишилися на місці потужного вибуху в Іганово, зібрала поліція, їх відправили на зберігання в судово-медичний центр у Софії до завершення розслідування. Однак ці докази зникли 31 травня 2015 року після того, як пожежа, що виникла за нез'ясованих обставин, охопила будівлю, де вони зберігалися. За даними розслідування Христо Грозева, Майкла Вайса та Романа Доброхотова, до цього також причетна військова частина 29155[7].
- Отруєння болгарського бізнесмена і торговця зброєю Еміліана Гебрева в квітні 2015 року. Росіяни двічі намагалася вбити Гебрева: один раз у столиці країни Софії, а потім ще раз через місяць у його будинку на Чорному морі[1][10]. Обидва напади Гебрев пережив.
- Спроба державного перевороту в Чорногорії проти Мило Джукановича 16 жовтня 2016 року. В результаті змови громадян Сербії, Чорногорії і Росії, що мала на меті відсторонення від влади прем'єр-міністра Чорногорії Мило Джукановича, лідера Демократичної партії соціалістів. Переворот було заплановано на 16 жовтня 2016 року, в день виборів до Скупщини Чорногорії, проте спробу перевороту було придушено правоохоронними органами Чорногорії. У лютому 2017 року правоохоронні органи країни заявили про причетність до змови російських державних органів[11].
- Замах на вбивство колишнього співробітника російської військової розвідки Сергія Скрипаля та його доньки Юлії Скрипаль 4 березня 2018 року в Солсбері у Великій Британії[12]. Перший випадок застосування бойових отруйних речовин нервово-паралітичної дії на території країни — члена НАТО, від моменту утворення альянсу, та на території Європи — з часів Другої світової війни[13][14]. Дочку було виписано у квітні, Сергія Скрипаля — 18 травня 2018 року.
- Отруєння двох цивільних осіб в Еймсбері, Велика Бртанія, 30 червня 2018 року. Після контакту з предметом, який містив «Новачок» або його залишки цивільні громадяни Дон Стюрджесс, мати трьох дітей, та чоловік, Чарлі Ровлі, стали відчувати себе зле і були доставлені у шпиталь[15]. Внаслідок отруєння 8 липня Дон Стюрджесс загинула[16].

## Командування
- 2009—2013 —генерал-майор Дмитро Пронягін[3];
- з 23 квітня 2013 —генерал-майор Андрій Авер'янов[3].

## Відомі співробітники частини 29155
| ПІБ                            | Псевдо                                                    | Звання        | Примітки                                                             |  |
| ------------------------------ | --------------------------------------------------------- | ------------- | -------------------------------------------------------------------- |  |
| Мішкін Олександр Євгенович     | Александр Петров, Alexander Petrov, Nicolaj Popa          | Полковник     | Учасник отруєння Скрипалів                                           |  |
| Чепіга Анатолій Володимирович  | Ruslan Boshirov, Руслан Тимурович Боширов, Ruslan Tabarov | Полковник     | Учасник отруєння Скрипалів                                           |  |
| Єжов Микола                    | Микола Кононихін                                          |               | Учасник отруєння Гебрева                                             |  |
| Романов Сергій                 |                                                           |               |                                                                      |  |
| Джафаров Рустам                |                                                           |               |                                                                      |  |
| Сергєєв Денис                  | Сергій Федотов                                            |               | Учасник отруєння Гебрева                                             |  |
| Лютенко Сергій                 | Сергій Павлов                                             |               | Учасник отруєння Гебрева                                             |  |
| Авер'янов Андрій Володимирович |                                                           | Генерал-майор |                                                                      |  |
| Горшков Георгій                |                                                           |               | Учасник отруєння Гебрева                                             |  |
| Шишмаков Едуард                | Едуард Широков                                            |               |                                                                      |  |
| Моісеєв Володимир Миколайович  | Володимир Попов                                           |               | Учасник отруєння Гебрева і спроби державного перевороту в Чорногорії |  |
| Терентьєв Іван                 | Іван Лебедєв                                              |               | Учасник отруєння Гебрева                                             |  |
| Калінін Олексій                | Олексій Нікітін                                           |               | Учасник отруєння Гебрева                                             |  |
| Капралов Данило                | Данило Степанов                                           |               | Учасник отруєння Гебрева                                             |  |
| Сергій Пітерських              |                                                           |               |                                                                      |  |